# 陈其尤
陈其尤（1892年—1970年12月10日），原籍广东海丰县（清帝國時屬惠州府，現歸汕尾地級市），中国政治人物。中国致公党第3屆副主席（主持工作），第4、第5、第6届中央主席。

## 生平
少年時在廣州學習現代醫學，后入同盟會，參加革命，民國后留學日本。1916年与黄介民组织新亚同盟党。1917年擔任陈炯明的机要秘书，后到漳州的东山、云霄（漳州最靠近潮汕的2個縣）工作，在漳州創辦《闽星日刊》、《闽星半月刊》。
1931年，在英屬香港參加中国致公党（總理是陈炯明）。
1949年9月6日，以致公党首席代表身份在北京參加新政治协商会议筹备会，另4位代表是黃鼎臣、官文森、雷榮珂、嚴希純。
1949年9月21日，以致公党首席代表身份在北京參加中国人民政治协商会议第1届全体会议，另5位代表是陳演生、黃鼎臣、官文森、雷榮珂、嚴希純。
后當選中国人民政治协商会议第1届全國委員會委員，另1位致公黨當選人是陳演生。
1950年起，連任中国致公党第4、第5、第6届中央主席。1954年，他当选第一届全国人大代表。9月，他出席第一届全国人大第一次会议讨论宪法草案，期间并发言。1957年成为致公党最大右派分子。文革中同样受到批斗、挨打、抄家的革命行动。
1970年12月在北京病逝。
1994年2月25日，国家邮政局发行了一枚纪念邮票，以表彰陈其尤在中国革命中所作出的积极贡献。

### 註腳
1. ↑  已故前致公黨主席 陳其尤之夫人病逝. 大公報. 1990-07-15. 第七版.
2. ↑  . 中国致公党广西壮族自治区委员会.   [2020-03-28]. （原始内容存档于2021-02-01）.
3. ↑  . 新华网.   [2020-03-28]. （原始内容存档于2020-03-28）.
4. ↑  张希坡著. . 北京：中共党史出版社. 2009.08: 657. ISBN 978-7-5098-0341-7.
5. ↑  . www.518yp.com.   [2023-08-25]. 原始内容存档于2023-08-25.